# Prinia subflava
Prinia subflava là một loài chim thuộc chi Prinia trong họ Chiền chiện (Cisticolidae). Đây là một loài chim thường gặp, phổ biến ở hầu khắp châu Phi hạ Sahara. Chiền chiện bụng hung (P. inornata), nay là một loài riêng, từng được gộp vào P. subflava.

## Mô tả
Đây là loài chim nhỏ, dài 10–13 cm với đuôi dài, thon và mỏ dài, mảnh. Thường đuôi hoặc dựng đứng hoặc vẫy qua lại. Lông mặt trên thân màu xám-nâu, lông bay có mép nâu hay hung đỏ. Phía trên mắt có sọc trắng.
Cả hai giới có bề ngoài na ná nhau. Chim không sinh sản có đuôi dài hơn chim trong mùa sinh sản. Chim non có mặt bụng vàng nhạt, mỏ vàng. P. subflava gồm nhiều phân loài.

## Phân bố và môi trường sống
Có mười phân loài, có mặt ở hầu khắp châu Phi hạ Sahara trừ những nơi khô cằn nhất và ẩm ướt nhất. Nó vắng mặt ở đa phần bồn địa Congo, nam Namibia, tây nam Botswana và nửa tây Nam Phi. Nó ưa vùng cây bụi lẫn thảm cỏ trong rừng, xavan và vùng canh tác. Nó thích ứng giỏi với môi trường nhân tạo và hiện không bị đe doạ.

## Hành vị

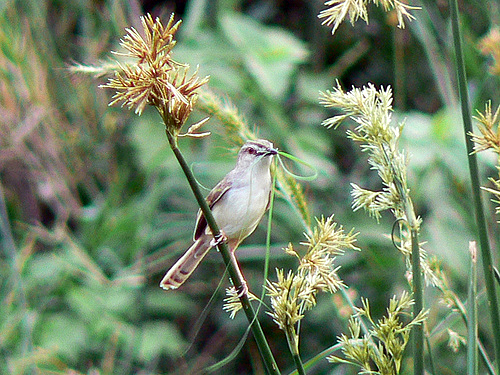
P. subflava nhặt nhạnh vật liệu xây tổ, ở vườn quốc gia Kruger

Loài chim này ăn côn trùng và động vật không xương sống khác. Nó đi theo bầy nhỏ, lục lọi cây bụi tìm thức ăn.
Tổ chim hình túi, làm từ cỏ đan lại với nhau. P. subflava thường sống ở độ cao 1–2 m trên mặt đất. Chim mái đẻ 2-4 trứng; trứng có nhiều màu và thường có đốm nâu hay tím.